# Iris Edith Peralta
Iris Edith Peralta Galmarini (n. Mendoza, 1960) es una botánica argentina, especializada en especies silvestres de tomate. Se desempeña en el Instituto Argentino de Investigaciones en Zonas Áridas del Consejo Nacional de Investigaciones Científicas y Técnicas (CONICET).

## Biografía
En 1910 obtuvo su título de ingeniera agrónoma en la Universidad Nacional de Cuyo. En 1999 y en 2000 su maestría y doctorado, respectivamente, en Mejoramiento Vegetal y Genética en la Universidad de Wisconsin. 
En 2002 y 2003 desarrolló estudios de postdoctorado en el Real Jardín Botánico de Kew y en el Museo de Historia Natural de Londres.
Es investigadora principal del Instituto Argentino de Investigaciones en Zonas Áridas del CONICET. Actualmente se dedica a la taxonomía de las especies silvestres de Solanum, en particular la referida a las especies silvestres de tomate. Ha realizado expediciones botánicas a Chile y Argentina.

## Algunas publicaciones
- Méndez, e, e Martínez Carretero, ie Peralta. 2006. La vegetación del Parque Aconcagua (Altos Andes Centrales de Mendoza, Argentina). Boletín de la Sociedad Argentina de Botánica: 41: 41 - 69
- Peralta, ie, s Knapp, ddm Spooner. 2006. Nomenclature for Wild and Cultivated Tomatoes. Report of the Tomato Genetics Cooperative 56: 6-12
- Peralta, ie, dm Spooner. 2000. Classification of wild tomatoes: a review. Kurtziana (Córdoba) 1:45-54
- Rossi, b, go Debandi, ie Peralta, ie, e Martínez-Palle. 1999. Comparative phenology and floral patterns in Larrea species (Zygophyllaceae)in the Monte desert (Mendoza, Argentina). Journal of Arid Environments: 43 (3): 213 - 226

- La abreviatura «Peralta» se emplea para indicar a Iris Edith Peralta como autoridad en la descripción y clasificación científica de los vegetales.[2]